# Кокилет, Даниель
Даниель Уильям Кокилет (англ. Daniel William Coquillett; 23 января 1856, Франквилл в пригороде Вудстока, — 7 июня 1911, Атлантик-Сити) — американский энтомолог, специализировавшийся на систематике двукрылых и описавший более 1200 новых для науки видов этого отряда. Наряду с Альбертом Кёбеле, считается одним из пионеров биологической борьбы с вредными видами сельскохозяйственных насекомых. В 1880-х годах предложили способ спасения цитрусовых садов Калифорнии он нашествия вредителей с помощью божьей коровки Rodolia cardinalis, завезённой из Австралии.

## Биография
Даниель Кокилет родился 23 января 1856 года в окрестностях города Вудсток в семье фермера французского происхождения Френсиса Кокилета (Francis Marquis Lafayette Coquillette). Мать была дальней родственницей отца, звали Сара Эн Коклет (Sarah Anne Cokelet). Даниель был седьмым ребёнком в семье из девяти.
Интерес к энтомологии проявился у Даниеля Кокилета рано. Помогая отцу на ферме, он начал собирать коллекцию бабочек и жуков, отправляя их на проверку Джорджу Хорну и Августу Гроте. В 1880 году Кокилет публикует свою первую научную работу по развитию ранних стадий чешуекрылых. Через некоторое время небольшие заметки, которые Кокилет писал для газеты «The Germantown Telegraph» и журнала «Papilio» привлекли внимание энтомолога и этнолога Кира Томаса, который помог Кокилету устроится помощником энтомолога штата Иллинойс. В 1882 Даниель Кокилет переехал для восстановления здоровья в город Анахайм в южной Калифорнии и здесь начал изучать двукрылых. В эти годы активно переписывался и обменивался материалом с самым известным диптерологом того времени Сэмюэлем Уиллистоном. Кокилет был одним из основателей «Академии наук Южной Калифорнии»
C 1885 году назначен полевым агентом отдела энтомологии при Министерстве сельского хозяйства США. Исследования в этот период продолжает проводить в Калиффорнии. В 1893 переезжает в Вашингтон. В 1896 году он был назначен почётным хранителем в Национальном музее естественной истории.
Умер 7 июня 1911 года от остановки сердца в Атлантик-Сити, куда приехал на лечение. Похоронен рядом с родителями на семейном участке в штате Иллинойс.

## Научные достижения
Научные интересы Кокилета связаны с сельскохозяйственной энтомологией и систематикой двукрылых. В 1880 годах изучал вспышку численности саранчи в южной Калифорнии, описал жизненный цикл всех обнаруженных прямокрылых и разработал рекомендации по ликвидации очагов вредителей с помощью инсектицидов. В это же время случилась сильная вспышка численности австралийского желобчатого червеца, которая поставила на грань разорения фермеров выращивающих цитрусовые. Вначале были опробованы химические агенты борьбы в виде газа из смеси сенильной и серной кислоты. После безуспешной попытки бороться с вредителем химическим методом, Альберт Кебеле предложил начать поиск среди австралийских хищных насекомых вид, который мог питаться червецом. Кебеле привёз из Австралии божью коровку Rodolia cardinalis, с которой начал эксперименты Кокилет для подбора оптимальных условий для массового выращивания этого вида. Распространение этой божьей коровки в позволило подавить численность вредителя и восстановить цитрусовые плантации. Как систематик Кокилет дал описание 1214 валидных видов и 136 родов двукрылых из 53 семейств. Наибольшее число видов описано в семействах Tachinidae (201 вида) и Bombyliidae (149 вида). Наибольшее число видов описано им в 1902 году.

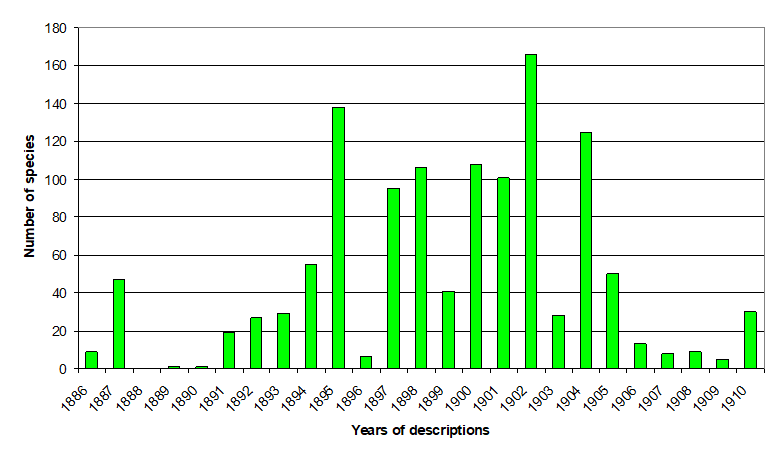
График числа видов, описанных Даниелем Кокилетом

## Таксоны животных, названные в честь Кокилета
В честь Кокилета названы более 80 видов, пять родов и одна триба насекомых. Коллекции его хранятся в Национальном музее естественной истории в Вашингтоне.

### Виды

#### Orthoptera
- Ligurotettix coquilletti McNeill, 1897
- Trimerotropis coquilletti McNeill 1900

#### Hemiptera
- Caladonus coquilletti Van Duzee, 1890 (Cicadellidae)
- Heraeus coquilletti Barber, 1914 (Rhyparochromidae)

#### Coleoptera
- Cinacanthus coquilletti (Linell, 1896) (Aphodiidae)
- Acmaeodera coquilletti Fall,  1899 (Buprestidae)
- Stenostrophia coquilletti (Linell, 1897) (Cerambycidae)
- Gymnopyge coquilletti Linell,  1895 (Melolonthidae)
- Eusattus coquilletti Linell,  1899 (Tenebrionidae)

#### Neuroptera
- Clathroneuria coquilletti (Currie, 1898) (Myrmeleontidae)

#### Lepidoptera
- Acontia coquillettii Smith, 1900 (Noctuidae)
- Ethmia coquillettella Busck, 1907 (Elachistidae)

#### Hymenoptera
- Encarsia coquilletti Howard, 1895 (Aphelinidae)
- Nomada coquilletti Cockerell, 1903 (Apidae)
- Prosapis coquilletti Cockerell, 1896 (Colletidae)
- Mimesa coquilletti (Rohwer, 1910) (Crabronidae)
- Metaphycus coquilletti (Howard, 1898) (Encyrtidae)
- Temelucha coquilletti Dasch, 1979 (Ichneumonidae)
- Tryphon coquilletti Townes & Townes, 1950 (Ichneumonidae)
- Pseudomasaris coquilletti Rohwer, 1911 (Masaridae)
- Ashmeadiella coquilletti Titus, 1904 (Megachilidae)
- Coelioxys coquilletti Crawford, 1914 (Megachilidae)
- Megachile coquilletti Cockerell, 1915 (Megachilidae)
- Amauronematus coquilletti Marlatt, 1896 (Tenthredinidae)
- Sciapteryx coquilletti Rohwer, 1912 (Tenthredinidae)

#### Diptera
- Phytomyza coquilletti Spencer, 1986 (Agromyzidae)
- Zaphne coquilletti Griffiths, 1998 (Anthomyiidae)
- Saropogon coquilletti Back, 1909 (Asilidae)
- Bombylius coquilletti Williston, 1899 (Bombyliidae)
- Lithocosmus coquilletti (Cockerell,  1909) (Bombyliidae)
- Tmemophlebia coquilletti (Johnson, 1902) (Bombyliidae)
- Stilobezzia coquilletti Kieffer, 1917 (Ceratopogonidae)
- Dolichopus coquilletti Aldrich, 1893 (Dolichopodidae)
- Scaptomyza coquilletti Wheeler & Takada, 1966 (Drosophilidae)
- Ceropsilopa coquilletti Cresson, 1922 (Ephydridae)
- Euhybus coquilletti Melander, 1927 (Hybotidae)
- Platypalpus coquilletti Melander, 1924 (Hybotidae)
- Leptometopa coquilletti (Hendel, 1907) (Milichiidae)
- Phaonia coquilletti (Vimmer, 1939) (Muscidae)
- Dynatosoma coquilletti Landrock, 1918 (Mycetophilidae)
- Geomyza coquilletti (Hendel, 1917) (Opomyzidae)
- Apocephalus coquilletti Malloch, 1912 (Phoridae)
- Tomosvaryella coquilletti (Kertész, 1907) (Pipunculidae)
- Rivellia coquilletti Hendel, 1914 (Platystomatidae)
- Brevitrichia coquilletti Kelsey, 1969 (Scenopinidae)
- Criorhina coquilletti Williston, 1892 (Syrphidae)
- Dideoides coquilletti (Goot, 1964) (Syrphidae)
- Dideomima coquilletti (Williston, 1891) (Syrphidae)
- Xylota coquilletti Herve-Bazin, 1914 (Syrphidae)
- Chrysops coquilletti Hine, 1904 (Tabanidae)
- Tabanus coquilletti Shiraki, 1918 (Tabanidae)
- Leschenaultia coquilletti Toma & Guimaraes, 2002 (Tachinidae)
- Tipula coquilletti Enderlein, 1912 (Tipulidae)

### Надидовые таксоны
- Триба Coquillettomyiina Mamaev, 1968 Cecidomyiidae
- Род Coquillettidia Dyar, 1904 (Diptera, Culicidae)
- Род Coquillettina Walton, 1915 (Diptera, Tachinidae)
- Род Coquillettomyia Felt, 1908 (Diptera, Cecidomyiidae)
- Род Coquillettapis Viereck, 1909 (Hemiptera, Anthophoridae)
- Род Coquillettia Uhler, 1890 (Hemiptera, Miridae)

## Важнейшие публикации Кокилета
- Coquillett D. W. On the early stages of some moths (англ.) // Canadian Entomologist : Журнал. — 1880. — Vol. 12. — P. 43—46. — ISSN 0008-347X.
- Coquillett D. W. Monograph of the species belonging to the genus Anthrax from America north of Mexico (англ.) // Transactions of the American Entomological Society : Журнал. — 1887. — Vol. 14. — P. 159—182. — ISSN 0002-8320.
- Coquillett D. W. Notes and descriptions of North American Bombyliidae (англ.) // Transactions of the American Entomological Society : Журнал. — 1894. — Vol. 21. — P. 89—112. — ISSN 0002-8320.
- Coquillett D. W. New genera and species of Tachinidae (англ.) // Journal of the New York Entomological Society : Журнал. — 1895. — Vol. 3. — P. 97—107. — ISSN 1051-8932.
- Coquillett D. W. New Diptera from North America (англ.) // Proceedings of the United States National Museum : Журнал. — 1902. — Vol. 24. — P. 83—126.
- Coquillett D. W. Revision of the Tachinidae of America north of Mexico. A family of parasitic two-winged insects. — Washington: United States Department of Agriculture, Division of Entomology, Technical Series, 1897. — Vol. 7. — 154 p.